# La Salitrera, Alfajayucan
La Salitrera är en ort i Mexiko.   Den ligger i kommunen Alfajayucan och delstaten Hidalgo, i den sydöstra delen av landet, 110 km norr om huvudstaden Mexico City. La Salitrera ligger 2 340 meter över havet och antalet invånare är 283.
Terrängen runt La Salitrera är huvudsakligen kuperad, men söderut är den platt. Terrängen runt La Salitrera sluttar österut. Runt La Salitrera är det ganska tätbefolkat, med 72 invånare per kvadratkilometer. Närmaste större samhälle är Alfajayucan, 12,5 km nordost om La Salitrera. I omgivningarna runt La Salitrera växer huvudsakligen savannskog.